# МАЗ-535

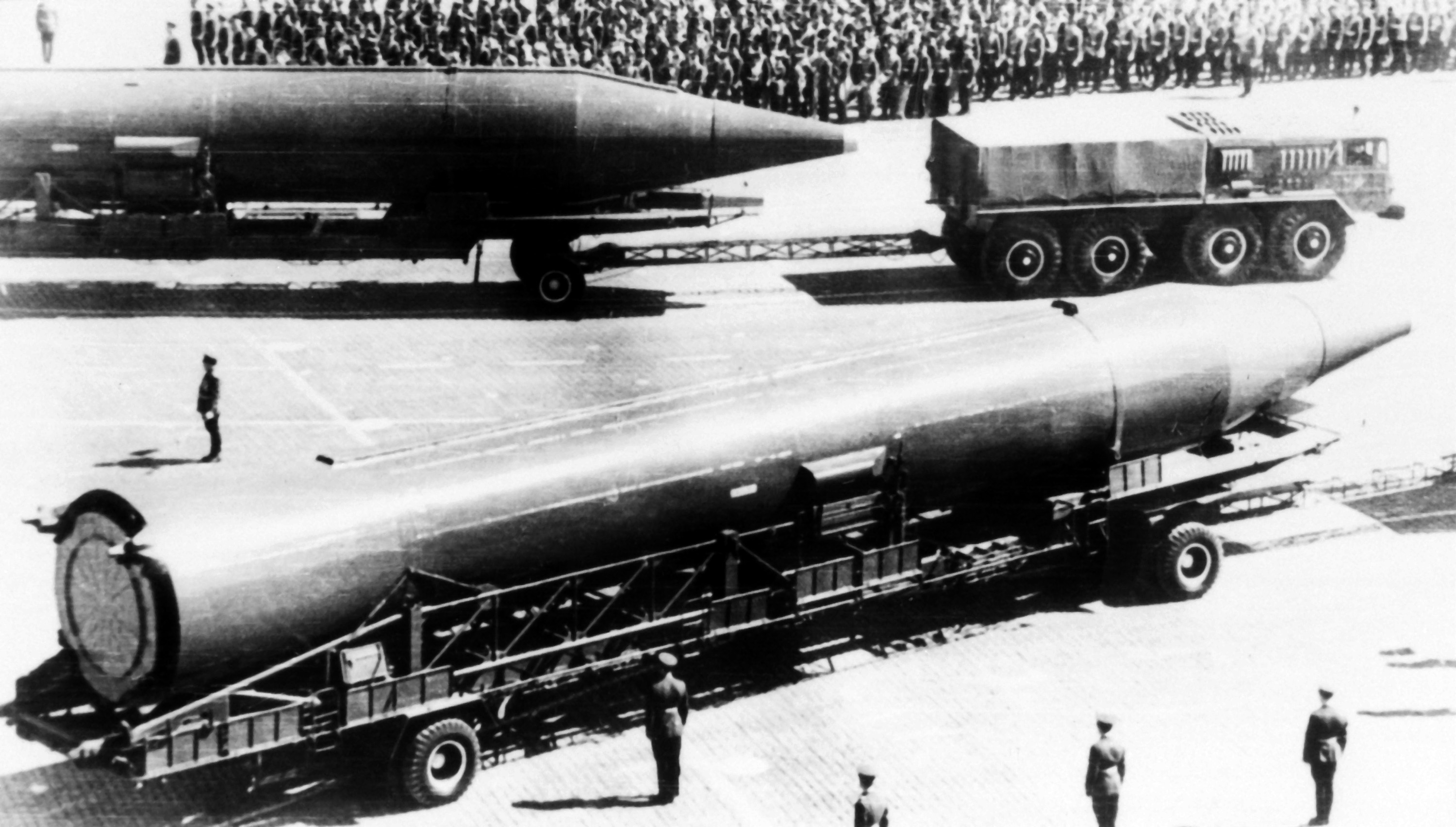
МАЗ-535 з БРСД P-14 (SS-5 Skean), 1977 рік

МАЗ-535 — сімейство важких чотиривісних (8х8) автомобілів-тягачів, розроблених у 1954—1959 роках у СКБ Мінського автомобільного заводу під керівництвом Б. Л. Шапошника. З 1958 по 1961 рік випускалися на Мінському автозаводі, з 1961 року виробництво перенесли на Курганський завод колісних тягачів, де автомобілі МАЗ-535 випускалися до 1964 року, коли їх змінили більш потужні тягачі сімейства МАЗ-537.
Конструкція МАЗ-535 мала ряд відмінних технічних рішень, у тому числі: коритоподібна рама з Z-подібними лонжеронами, незалежна підвіска всіх ведучих одношинних коліс, візкова схема розташування осей, керовані колеса переднього візка, центральна система підкачки шин, гідромеханічна трансмісія, міжосьові і міжколісний самоблокуючі диференціали, суцільнометалева чотиримісна кабіна, гідропідсилювач рульового управління, пневмогідравлічна гальмівна система, а також третя фара інфрачервоного підсвічування в центрі кабіни для використання приладу нічного бачення.
Тягачі МАЗ-535 широко застосовувалися в ракетних військах резерву Верховного Головнокомандування для транспортування балістичних ракет. Саме в цій якості його можна було спостерігати під час численних військових парадів на Красній площі. На шасі МАЗ-535Б були створені дослідні пускові установки тактичних ракет «Онега» і «Ладога», МАЗ-535В буксирував пускові установки оперативно-тактичного ракетного комплексу «Темп» та безпілотних літаків Ту-121 і Ту-123 (ДБР «Яструб-1»).